# Szolgálati Érdemjel
A Szolgálati Érdemjel a honvédelmi miniszter, illetve a Honvéd Vezérkar Főnöke által adományozható kitüntetés, átadásának részleteit a 15/2013. (VIII. 22.) HM rendelet szabályozza.
Első változatát 1992-ben alapították a 21/1992 (X. 13.) HM rendelettel.

## Fokozatai
1. Az állomány tagjának, a tényleges szolgálatot teljesítő önkéntes tartalékos katonának vagy külföldi katonának
- kiemelkedő szolgálati és kiképzési érdemei elismerésére
- Babérkoszorúval ékesített arany,
- arany,
- ezüst,
- bronz

fokozatú Szolgálati Érdemjel,
- szolgálatteljesítés közben kialakuló tűzharc során tanúsított példaértékű bátorság, kiemelkedő helytállás elismerésére a Szolgálati Érdemjel arany, ezüst és bronz fokozata kardokkal ékesítve mint Kardokkal ékesített Szolgálati Érdemjel

adományozható.
2. A Szolgálati Érdemjel évente
a) babérkoszorúval ékesített arany fokozatban legfeljebb 30 fő,
- arany fokozatban legfeljebb 50 fő,
- ezüst fokozatban legfeljebb 80 fő,
- bronz fokozatban legfeljebb 120 fő

részére adományozható.
3. A Babérkoszorúval ékesített arany fokozatú Szolgálati Érdemjel annak adományozható, aki a Szolgálati Érdemjel vagy annak elődei legalább két fokozatával rendelkezik, és ezek közül az egyik arany fokozat.
4. A Kardokkal ékesített Szolgálati Érdemjel adományozásánál a fokozatosság elvének betartásától el lehet tekinteni.
5. Ugyanazon személy részére
- a) a Szolgálati Érdemjel arany, ezüst, bronz azonos fokozata legfeljebb két alkalommal,
- b) a Babérkoszorúval ékesített arany fokozatú Szolgálati Érdemjel egy alkalommal

adományozható.

## Szolgálati Jelek leírása

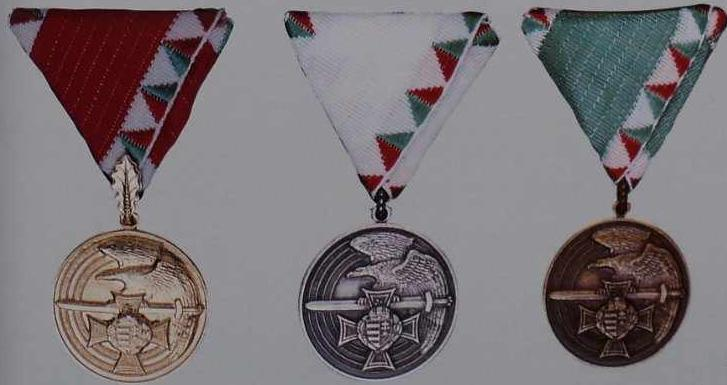
Szolgálati Érdemjelek 1992-es változata

A kitüntetés előlapján szalaggal átfont, zöld zománcozott babérkoszorúval határolt, fehér zománcozott ovális mezőben Magyarország aranyszínű címerét ábrázoló rátét nemzeti zászlókkal határolva. A babérkoszorú belső ívén, a fokozatoknak megfelelően arany, ezüst, bronz sáv látható, amely azonos a babérkoszorút átfonó szalag színével. Hátlapjának sima fémfelülete a fokozatnak megfelelő színű. A szalag háromszög alakúra hajtott, színe fokozatonként piros, fehér, illetve zöld, széleit nemzeti színű farkasfog minta díszíti. Az érem mérete 43×35 mm, anyaga tombak, zománcozott, aranyozott rátéttel kivitelezve. A Babérkoszorúval ékesített Szolgálati Érdemjel szalagján zöld zománcos, stilizált babérkoszorú ékítmény van.
|  |  |  |